# Ebba Schwimann-Pichler
Ebba Schwimann-Pichler, eigentlich Elfriede Schwimann-Pichler (* 25. Februar 1930 in Wien als Elfriede Schwimann; † 2019 ebenda) war eine österreichische Schriftstellerin, die vor allem durch ihre vorrangig in den 1970er und 1980er Jahren veröffentlichten Kinder- und Jugendbücher Bekanntheit erlangte. Unter dem Pseudonym Carrie Roessler schrieb sie zwischen den 1960er und 1990er Jahren vor allem Arzt- und Liebesromane sowie Liebeskrimis im Romanheftformat. Des Weiteren schrieb sie Fortsetzungsromane in der Yellow Press sowie im Taschenbuchformat.

## Leben und Karriere
Ebba Schwimann-Pichler wurde am 25. Februar 1930 als Elfriede Schwimann in Wien geboren und besuchte hier unter anderem in den 1940er Jahren das Reinhardtseminar, das sie im Jahre 1948 erfolgreich abschloss. In weiterer Folge war sie bis 1951 an verschiedenen Kellerbühnen tätig. Ebenfalls 1951 heiratete sie und trat fortan unter dem Doppelnamen Schwimann-Pichler in Erscheinung. Ab 1960 war sie als ständige freie Mitarbeiterin im Österreichischen Rundfunk (ORF) tätig, wo sie unter Marga Frank am Kinderfunk mitarbeitete. Nebenbei begann sie freiberuflich als Schriftstellerin zu arbeiten. Eines ihrer ersten bekannten Werke war das Buch Ein Garten für Veronika. 2 Geschichten, das im Jahr 1967 über den Österreichischen Bundesverlag erschien. In ebendieser Zeit begann sie auch mit dem Schreiben von Arzt- und Liebesromanen sowie Liebeskrimis in Romanheften, wobei sie hierbei stets unter dem Pseudonym Carrie Roessler in Erscheinung trat und bis in die 1990er Jahre solche Romane veröffentlichte.
In der gehobeneren Literatur trat sie vor allem als Kinder- und Jugendbuchautorin in Erscheinung, wobei auch hier das Thema Liebe des Öfteren eine große Rolle spielte. Bekannt ist vor allem ihre Karin-Reihe, in der sie in drei Bänden (1977: Karins große Entscheidung, 1978: Ein Sommer für Karin und 1980: Karin geht ihren Weg) in wechselnder Perspektive von der Protagonistin Karin Bargel und deren Leben erzählt. Weitere bekannte Buchreihen Schwimman-Pichlers sind die Julia-Reihe (1982: Julia – auch Eltern machen Sorgen, 1983: Julia – die Zeit auf Klarahof, 1983: Julia – Ferien auf der Sommerinsel und 1984: Julia – der Schritt ins Leben) oder Die Vier (1985: Die Vier. Lösegeld für Leopold, 1985: Die Vier. Forelle ruft Feldhase und 1986: Die Vier. Rosen und Radieschen). 2018 lebte das Mitglied der IG Autoren in einer Seniorenanlage im 19. Wiener Gemeindebezirk Döbling, wo sie 2019 verstarb, wie eine Nachfrage 2021 ergab.

## Werke (Auswahl)
- Ein Garten für Veronika. 2 Geschichten. Österreichischer Bundesverlag (öbv), Wien 1967.
- Lausbub Matz. Die Geschichte eines kleinen Mädchens. öbv, Wien 1970.
- Bixi und Stoppel in Gefahr. Breitschopf, Wien 1974; Sonderausgabe: Tosa, Wien 1991.
- Bixi, Stoppel und die Geister. Breitschopf, Wien 1974, 1983; Taschenbuchausgabe: 1981; Sonderausgabe: Tosa, Wien 1991.
- Das Mädchen Micha. Breitschopf, Wien 1974.
- Versteh mich doch, Chris. Breitschopf, Wien 1975.
- Gefährliche Ferien. Breitschopf, Wien 1976.
- Daniela erbt ein Pferd. Kremayr & Scheriau, Wien 1977; Donauland, Wien 1979.
- Karins große Entscheidung. Kremayr & Scheriau, Wien 1977, 1987; Donauland, Wien 1978.
- Michaelas große Entscheidung. Bertelsmann, Gütersloh 1977; Breitschopf, Wien 1979.
- Die unzertrennlichen Fünf. Breitschopf, Wien 1978.
- Ein Sommer für Karin. Kremayr & Scheriau, Wien 1978; Donauland, Wien 1980.
- Daniela sucht ihr Glück. Kremayr & Scheriau, Wien 1979; Donauland, Wien 1980; Bertelsmann, Gütersloh 1990.
- Karin geht ihren Weg. Kremayr & Scheriau, Wien 1980, 1987; Donauland, Wien 1981.
- Auf morgen, Barbara. Breitschopf, Wien 1981.
- Familie Blumenfeld. Herder, Wien 1981.
- Martinas größter Sieg. Kremayr & Scheriau, Wien 1981; Donauland, Wien 1982.
- Julia – auch Eltern machen Sorgen. Kremayr & Scheriau, Wien 1982; Donauland, Wien 1984.
- Julia – die Zeit auf Klarahof. Kremayr & Scheriau, Wien 1983; Donauland, Wien 1984.
- Julia – Ferien auf der Sommerinsel. Kremayr & Scheriau, Wien 1983; Donauland, Wien 1984.
- Julia – der Schritt ins Leben. Kremayr & Scheriau, Wien 1984; Donauland, Wien 1985.
- Ahornstraße 5. Breitschopf, Wien 1985; Große Hoffnung Ahornstraße 5. Breitschopf, Wien 1991.
- Das Geheimnis der Herrenburg. Breitschopf, Wien 1985.
- Die Vier. Lösegeld für Leopold. Kremayr & Scheriau, Wien 1985.
- Die Vier. Forelle ruft Feldhase. Kremayr & Scheriau, Wien 1985.
- Die Vier. Rosen und Radieschen. Kremayr & Scheriau, Wien 1986.

### Unter dem Pseudonym Carrie Roessler (Auswahl)
- 1968: Seine große Versuchung. Arztroman, Bastei Lübbe, Bastei-Taschenbuch Nr. 22
- 1969: Die Lüge des Dr. Rank. Arztroman, Bastei Lübbe, Bastei-Taschenbuch Nr. 25
- 1969: Ein Mann für alle Tage. Moewig-Romanheft, Claudia-Roman Nr. 39
- 1971: Angst in Venedig. Bastei Lübbe, Stella-Roman 270
- 1975: Das unheimliche Fenster. Pabel, Rastatt
- 1978: Bis ich die Liebe fand. Arztroman, Marken-Roman, Köln, Viola Arztroman 1
- 1978: ...als die Liebe erwachte. Arztroman, Marken-Roman, Köln, Viola Arztroman 18
- 1979: Das Schloss des Schweigens. Marlen-Romanheft, Ilona-Roman 47
- 1979: ...und immer siegt die Liebe. Arztroman, Marken-Roman, Köln, Viola Arztroman 35
- 1987: Geheimnis um Larissa. ein erregender Roman, Kelter, Der spannende Roman, Band 1
- 1988: Rivalen in Weiß. ein dramatischer Arzt-Roman, Kelter, Der spannende Roman, Band 3
- 1988: Heiße Spur nach Ibiza. Kelter, Der spannende Roman, Band 6
- 1993: 24 Geschichten um Liebe, Träume und Herzensglück. Kelter, Hamburg
- 199?: Immer Ärger mit den Männern. Kelter, kelter-Romanze Heft 13
- 1998: Carrie Roessler – Ihre Romane vergisst man nicht. Werkausgabe, Kelter:
  - Taschenheft 2: Die Frauen der Hartenbergs.
  - Taschenheft 6: Ein  Tag veränderte ihr Leben.
  - Taschenheft 9: Dir werd’ ich’s zeigen.